# Turniówek rdzaworzytny
Turniówek rdzaworzytny, turniówek (Ochetorhynchus melanurus) – gatunek małego ptaka z rodziny garncarzowatych (Furnariidae). Występuje endemicznie w północnym i centralnym Chile. Niezagrożony wyginięciem.

## Taksonomia
Gatunek opisał po raz pierwszy George Robert Gray w roku 1846 pod nazwą Enicornis melanura; do opisu dołączona była tablica barwna. Autor nie wskazał lokalizacji typowej, jednak wiadomo, że holotyp pochodził z Chile. Obecnie przez IOC turniówek rdzaworzytny umieszczany jest w rodzaju Ochetorhynchus, choć bywał wydzielany także do monotypowego rodzaju Chilia, który utworzył Tommaso Salvadori w roku 1908. Umieszczany w monotypowym rodzaju uważany był za najbliżej spokrewnionego z rodzajami Upucerthia i nieistniejącym obecnie Eremobius (obejmującym turniówka patagońskiego, O. phoenicurus). Wyróżnia się dwa podgatunki.

## Podgatunki i zasięg występowania
Wyróżnia się następujące podgatunki:
- O. m. atacamae (Hellmayr, 1925) – północno-centralne Chile (Atakama i Coquimbo)
- O. m. melanurus (G.R. Gray, 1846) – od Aconcagua na południe do prowincji Colchagua

Środowisko życia stanowią pustynne zakrzewienia, skaliste zbocza i klify z rzadko rozmieszczonymi kępkami roślinności. Turniówka rdzaworzytnego spotyka się na wysokości 1400–3000 m n.p.m., jednak w zimie niekiedy przebywa na pustynnych nizinach.

## Morfologia
Dane liczbowe
Długość ciała wynosi 18–19 cm, zaś masa ciała 31–40 g. Pozostałe wymiary, podane w milimetrach, przedstawia tabela:
| Podgatunek          | Płeć | Skrzydło   | Ogon       | Dziób     |
| ------------------- | ---- | ---------- | ---------- | --------- |
| melanurus           | ♂    | 80         | 80         | 23        |
| melanurus           | ♀    | 79; 81     | 79; 77     | 24; 25    |
| melanurus – holotyp | ?    | 82         | 81         | 23,5      |
| atacamae            | ♂    | 81; 82; 85 | 77; 79; 84 | 22; 23; — |
| atacamae            | ♀    | 80         | 77         | 22        |

Wygląd zewnętrzny
Cechą charakterystyczną turniówka rdzaworzytnego jest prosty dziób. Obecna jest wąska, biała brew, ciemnobrązowy kantarek i pokrywy uszne, nieco białawe na dolnym brzegu. Z wierzchu ciemnobrązowy o kontrastowym rudym kuprze i pokrywach nadogonowych. Występuje szeroki, rdzawy pasek skrzydłowy. Sterówki czarnobrązowe, z rdzawymi nasadami i zewnętrznymi chorągiewkami najbardziej zewnętrznej pary. Gardło białe, pierś matowoszara. Brzuch brązowy. Boki ciała i pokrywy podogonowe cechuje barwa ruda. Tęczówka brązowa. Górna szczęka czarniawa, natomiast dolna jasnoszara z czarną końcówką. Nie występuje dymorfizm płciowy. Podgatunek atacamae odróżnia jaśniejsze i bardziej piaskowe upierzenie, często szersza brew, szarobrązowe pokrywy skrzydłowe, jasnoszara pierś z białym paskowaniem oraz węższy i krótszy dziób.

## Zachowanie
Pieśń krótka, stanowi ją trwająca 1 sekundę seria skrzeczących dźwięków, z 4–7 głośnymi tit w środku; dźwięki nie nachodzą na siebie. Zawołanie to metaliczne cz lub cz-cz, często zlewające się w jedną, trajkoczącą serię dźwięków. Turniówek rdzaworzytny żeruje zwykle samotnie. Żywi się stawonogami i nasionami. Zdobyczy szuka na i pod kamieniami oraz w szczelinach skalnych.

## Lęgi
Okres lęgowy prawdopodobnie przypada na wiosnę i lato; jaja znajdywano we wrześniu i październiku. Najprawdopodobniej monogamiczny. Gniazdo stanowi kulista konstrukcja z suchych patyków, wyściełana piórami, a umieszczona w zagłębieniu pod kamieniem, niekiedy w otworze kaktusa lub zbocza. Zniesienie liczy 3–4 jaja.

## Status i zagrożenia
Przez IUCN gatunek klasyfikowany jest jako najmniejszej troski (LC, Least Concern) nieprzerwanie od 1988 roku. Liczebność populacji nie została oszacowana. Ze względu na brak dowodów na spadki liczebności bądź istotne zagrożenia dla gatunku, BirdLife International uznaje trend liczebności populacji za stabilny. Turniówek rdzaworzytny występuje w Endemic Bird Area oznaczonym jako Central Chile oraz w Parku Narodowym La Campana. Niepospolity do dość pospolitego. Zamieszkiwane środowisko zdaje się być odporne na działalność ludzką.